# 二里岡文化

二里岡文化の栄えた範囲

二里岡文化（二里崗文化、にりこうぶんか、Erligang culture, 紀元前1600年頃-紀元前1400年頃）は、中国の黄河中流から下流を中心に栄えた青銅器時代の文化。河南省鄭州市で発見された二里岡遺跡からその名をとっており、殷の建国初期の都城と考えられている。

## 二里岡文化
二里岡文化は黄河流域を中心とした文化である。二里岡文化は青銅器を大々的に使用する中国最初の文化であり、その初期には急速に勢力を拡大して長江流域にまでいたり、湖北省黄陂県（現在の武漢市黄陂区）の盤龍城遺跡（長江流域で発見されている唯一の商代の都市遺跡）からは多くの青銅器が出土している。二里岡のある鄭州付近は銅の出土が少なく、盤龍城は銅資源を確保するための前哨であったと考えられる。これを絶頂として、以後二里岡文化は徐々に衰退していった。
二里岡文化は先行する二里頭文化に影響を受けており、その青銅器は二里頭文化の様式や製造法を受け継いでいる。二里岡文化期には二里頭文化の時期よりも青銅器の様式は均一になり洗練され、青銅器の使用が広まった。
文字資料はほとんど出土しない。

## 二里岡遺跡
二里岡遺跡は鄭州市で1951年に発見された。
中国の考古学者は、鄭州付近を商（殷）王朝の初期の中心地と考えており（殷後期の甲骨文占卜に記された建国者天乙の亳）、二里岡文化を商王朝の初期段階ととらえている。
二里岡遺跡は周囲約7kmの城壁に囲まれた都城で、城壁の外に骨器や陶器を作る大きな工房群が位置していた。工房の中には、二つの青銅器工房も含まれている。二里岡遺跡のほとんどは現代の鄭州市街の下にあるため発掘が困難である。このため、二里岡文化についての研究は二里岡遺跡以外の場所での発掘によるところが大きい。